# Tholos del Romeral
Il tholos del Romeral, situato a 2,5 km a nord est della città di Antequera (Andalusia), è uno dei più importanti esempi di architettura neolitica dell'Europa meridionale. Noto anche come Cueva de Romeral (Grotta del Romeral) e Dolmen de Romeral, è un luogo di sepoltura megalitico costruito intorno al 1800 a.C. È una delle tre tombe della regione, le altre sono il dolmen di Menga e il dolmen di Viera, entrambe situate a sud-ovest.
Nel 2016, i dolmen di Menga, Viera e del Romeral sono stati iscritti come sito del patrimonio mondiale dell'UNESCO con il nome di Sito dei dolmen di Antequera.

## Storia

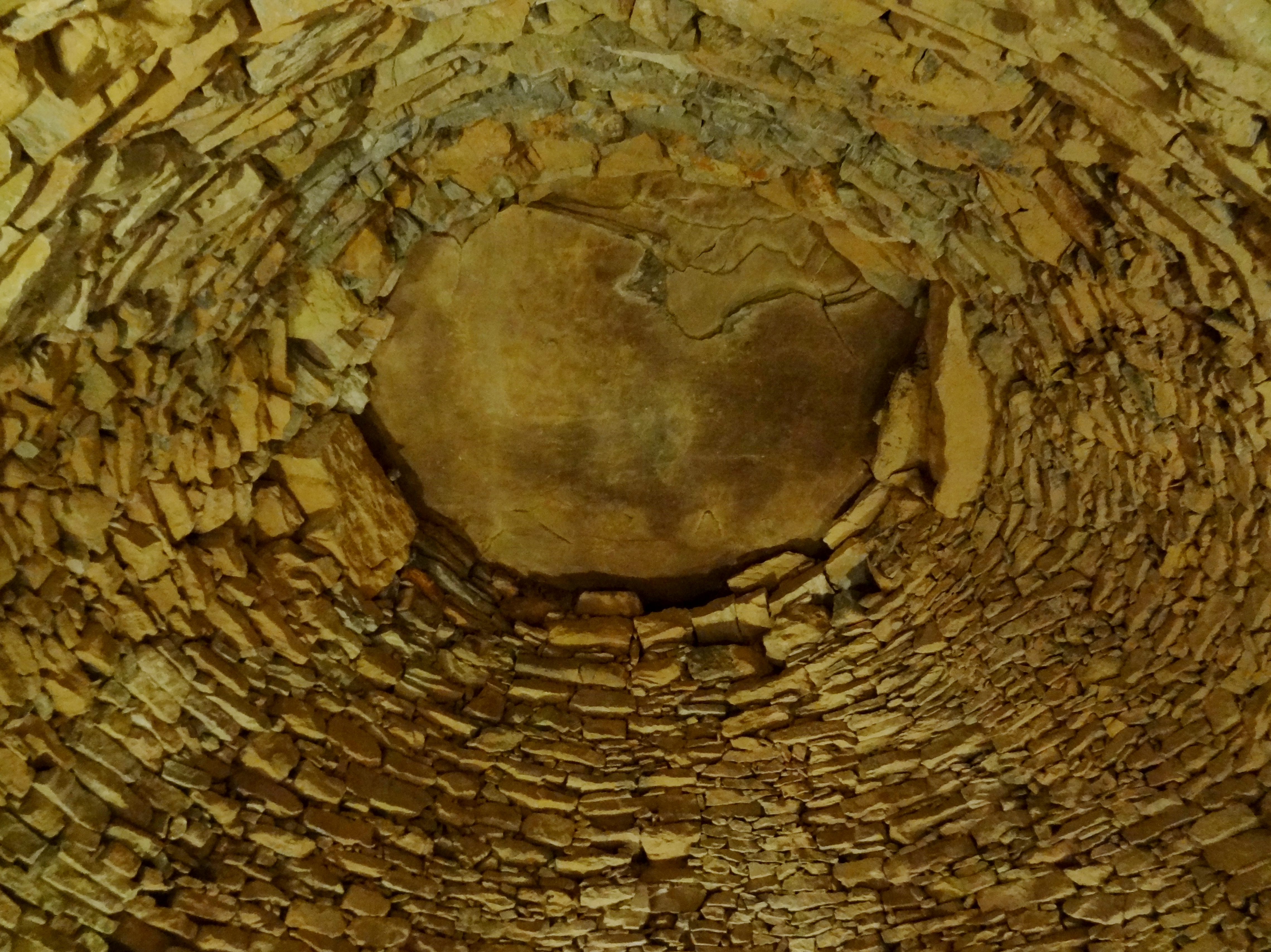
Tetto del tholos

Ancora nel XX secolo si riteneva che le tre tombe megalitiche della zona (dolmen di Menga, dolmen di Viera e tholos del Romeral) risalissero allo stesso periodo. Tuttavia, ricerche successive supportano date ampiamente distanziate tra i primi due (intorno al 3800 a.C.) e il Tholos del Romeral che si pensa sia stato costruito intorno al 1800 a.C. È riconosciuto e attribuito alla più ampia cultura dei Los Millares, che aveva il suo centro a più di 200 chilometri a est. Le ragioni principali di ciò sono costituite dai diversi materiali lapidei utilizzati e dalle diverse planimetrie delle camere, poiché le altre due tombe hanno camere rettangolari.

## Architettura

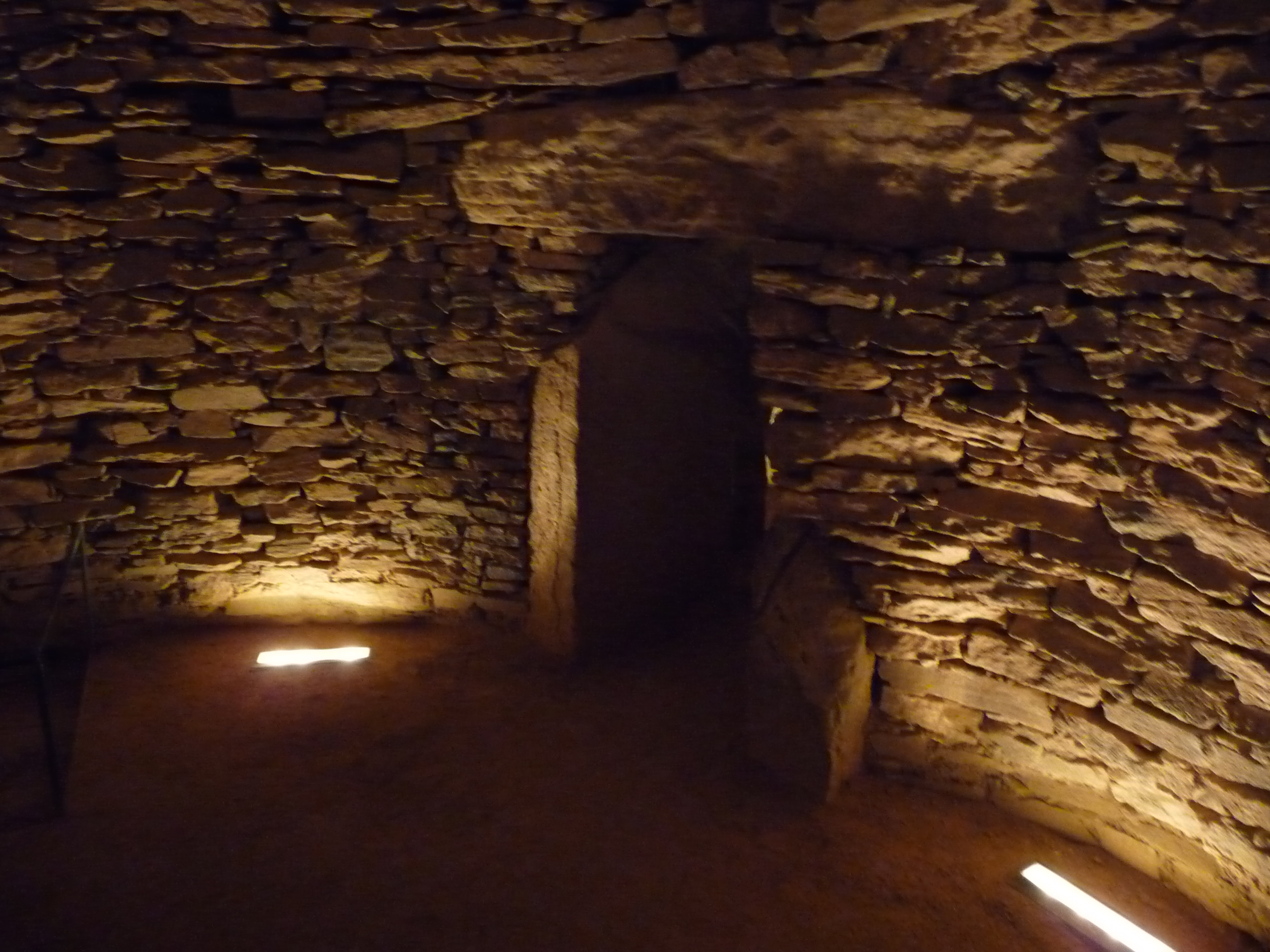
La camera principale.

Il tholos del Romeral è una tomba a camera, coperta da un tumulo. Si compone di un lungo corridoio con muri a secco realizzati con piccole pietre e soffitti con lastre megalitiche. Il corridoio culmina con due camere rotonde consecutive simili ad alveari. La camera più grande ha un diametro di circa 4,20 m e presenta pareti a sbalzo costruite allo stesso modo del corridoio, sporgenti verso l'interno e culminanti in una pietra di copertura megalitica. Il pavimento del corridoio e della camera principale sono in terra battuta. La seconda camera è collegata alla prima da un corridoio rettangolare (non è accessibile al pubblico). Ha un diametro di circa 2 m, contiene una bara in lastre di pietra, e il pavimento è rivestito di lastre di pietra. All'interno del dolmen sono state rinvenute ossa e corredi funerari.
Sebbene si ritenga che questi edifici megalitici avessero usi diversi (tombe, templi, ecc.) il Romeral è sicuramente un luogo di sepoltura perché al suo interno sono stati trovati resti umani, conchiglie e due tipi di ceramiche.